# Marlène's Ballet Company
Marlène's Ballet Company (MBC) is een Surinaams balletgezelschap. Volgens de Parbode zou het kunnen doorgaan voor een Nationaal Ballet van Suriname. MBC kwam voor Suriname uit tijdens belangrijke internationale evenementen.
MBC werd in 1986 opgericht door Marlène Lie A Ling. In dat jaar richtte ze tevens het Folkloristisch Ensemble Paramaribo (FEB) op. Voor beide selecteerde de meest talentvolle dansers uit haar Balletschool Marlène met het doel meer met hun talent te doen.
MBC behaalde tijdens het Fête de Cayenne in buurland Frans-Guyana in 1986 de eerste dansprijs. Marlène's Ballet Company presenteerde tussen 1986 en 2010 zes complete balletten. Vijf MBC-leden traden in 2005 toe tot de Amazone Dans Compagnie, een internationale gezelschap bestaande uit dansers uit Suriname, Frans-Guyana en Brazilië. In 2012 won haar MBC de hoofdprijs voor choreografie op het 19e Festival Internacional de Dança Amazônia (FIDA).